# Classe Lake (pattugliatore costiero)
La classe Lake (anche conosciuta come classe Rotoiti o Protector) è una serie di 4 pattugliatori costieri (in inglese inshore patrol vessel, IPV) costruiti dall'australiana Tenix Defence per la Regia Marina della Nuova Zelanda dal 2005 al 2008.
Le unità, tutte intitolate a laghi della Nuova Zelanda, sostituirono la classe Moa nel 2007-2008. Dopo lunghi periodi di inattività tra il 2013 e il 2018, due bastimenti, il Pukaki e il Rotoiti, sono stati ritirati dal servizio e dismessi nell'ottobre del 2019. Entrambi furono successivamente venduti al Servizio Navale Irlandese.

## Caratteristiche
Gli IPV vengono normalmente utilizzati per pattugliare le zone litorali entro 44 km dalla costa. Tuttavia, i pattugliatori costieri della classe Lake hanno un raggio operativo di 5.600 km. Avendo una velocità maggiore del normale, questi pattugliatori riusciranno a intercettare più facilmente, ad esempio, i grandi pescherecci che pescano illegalmente nelle acque della Nuova Zelanda. Ogni nave doveva raggiungere i 290 giorni di pattugliamento disponibili all'anno.
Le navi dovevano avere la capacità di pattugliare (inclusa la ricezione di rifornimento verticale) anche in mare stato 5 (vento fresco, onde tra i 2,5 e i 4 m) e avere la capacità di resistere in mare stato 8 (tempesta, onde tra i 9 e i 14 m). Tuttavia, l'impiego e il recupero dell'imbarcazione saranno limitati in mare stato 4 (vento moderato, onde tra i 1,25 e i 2,5 m). Questi parametri sono migliori di quelli della classe Moa, che la classe Lake sostituisce. Il costruttore navale affermò che "la nave è più che in grado di estendere l'inviluppo operativo della Corona ai compiti di pattugliamento dell'Oceano Antartico".

## Unità della classe
| Nome    | Pennant number | Immagine | Costruttore   | In servizio    | Fuori servizio  | Proprietario           | Numero IMO | Bandiera                 | Stato                                                                   | Note  |
| ------- | -------------- | -------- | ------------- | -------------- | --------------- | ---------------------- | ---------- | ------------------------ | ----------------------------------------------------------------------- | ----- |
| Pukaki  | P3568          |          | Tenix Defence | 14 maggio 2009 | 17 ottobre 2019 | Royal New Zealand Navy | 9368510    | Nuova Zelanda (bandiera) | Venduto al Seirbhís Chabhlaigh na hÉireann, in fase di ristrutturazione | [ 4 ] |
| Rotoiti | P3569          |          | Tenix Defence | 17 aprile 2009 | 17 ottobre 2019 | Royal New Zealand Navy | 9368493    | Nuova Zelanda (bandiera) | Venduto al Seirbhís Chabhlaigh na hÉireann, in fase di ristrutturazione | [ 4 ] |
| Taupo   | P3570          |          | Tenix Defence | 29 maggio 2009 |                 | Royal New Zealand Navy | 9368522    | Nuova Zelanda (bandiera) | In servizio                                                             |       |
| Hawea   | P3571          |          | Tenix Defence | 1º maggio 2009 |                 | Royal New Zealand Navy | 9368508    | Nuova Zelanda (bandiera) | In servizio                                                             |       |

## Storia

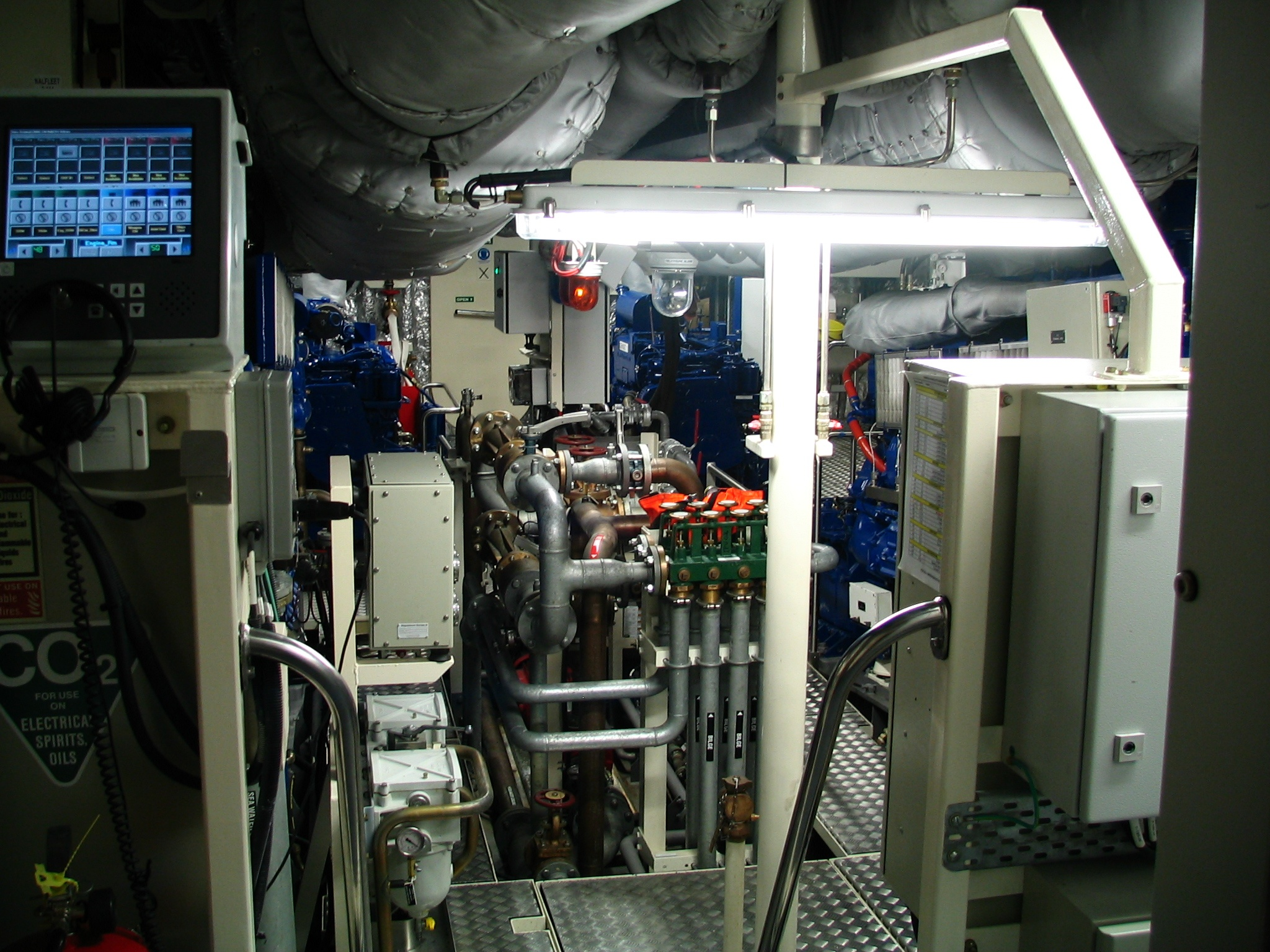
Sala macchine dell'HMNZS Hawea

Concepito nell'ambito del Progetto Protector, il progetto del Ministero della difesa prevedeva l'acquisizione di una nave multiruolo, due pattugliatori d'altura e quattro pattugliatori litoranei. Le navi del Progetto Protector dovevano essere gestite dalla RNZN per svolgere compiti per e con il servizio doganale della Nuova Zelanda, il Dipartimento della conservazione, il Ministero degli affari esteri e del commercio, il Ministero della pesca, il Servizio marittimo della Nuova Zelanda e la Polizia neozelandese. I bastimenti sarebbero stati utilizzati anche per sorveglianza marittima e imbarco, supporto alle agenzie civili, come il servizio doganale, e compiti di ricerca e soccorso.
Le navi furono costruite a Whangārei dalla Tenix Defense e si basano su una nave di ricerca e soccorso modificata per la Tanod Baybayin ng Pilipinas, con un diverso design della sovrastruttura. Il costo previsto per le quattro navi era di 100 milioni di NZ$. Nella costruzione della sovrastruttura fu utilizzata la saldatura ad attrito, rendendo Donovan Group la prima azienda neozelandese a utilizzare la tecnica.

### Vendita al Seirbhís Chabhlaigh na hÉireann

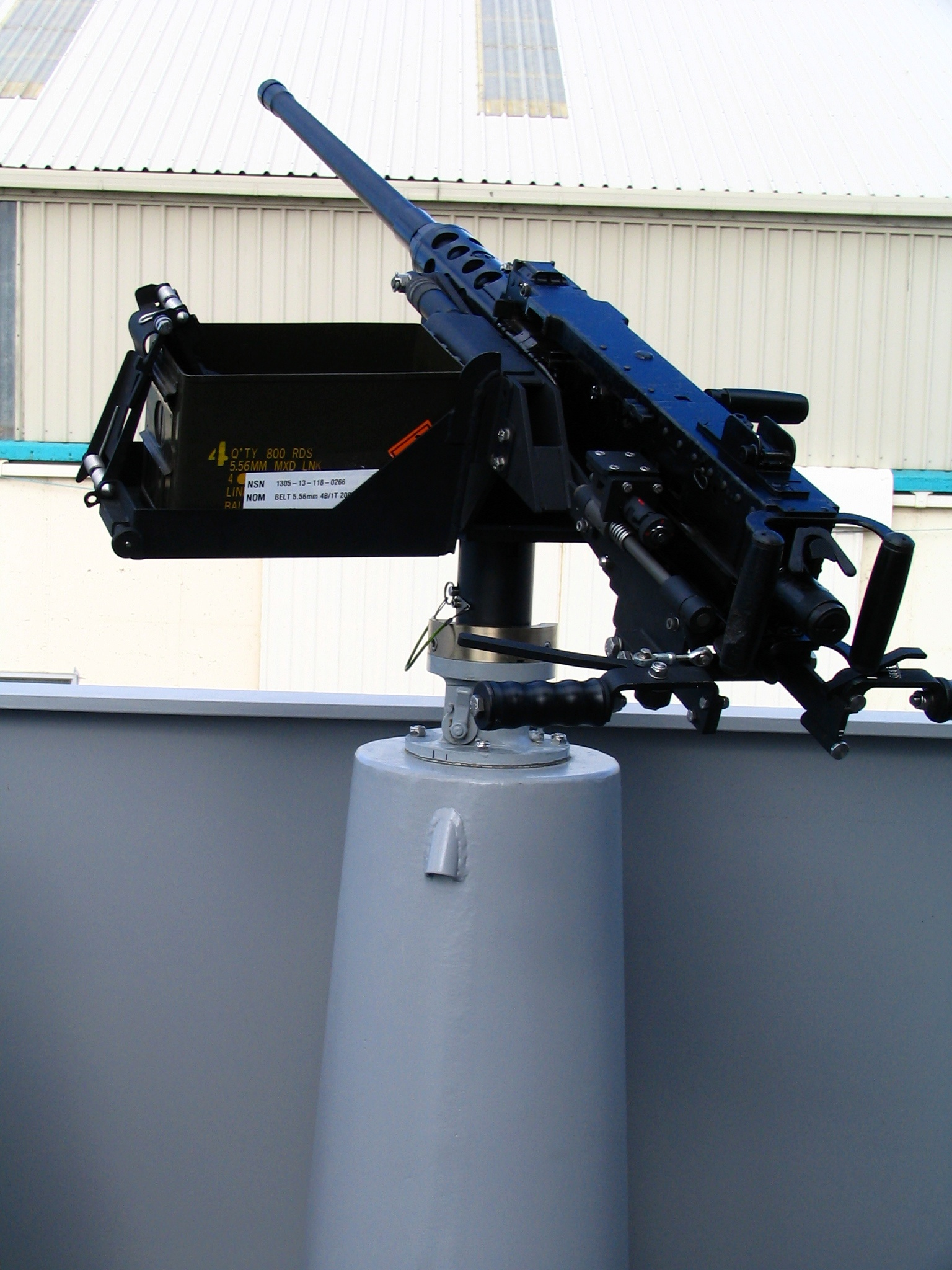
Mitragliatrice Browning M2 da 12,7 x 99mm (con cartucce 12,7 × 99 mm NATO) sull'HMNZS Hawea

Nell'agosto 2021, un articolo sull'Irish Examiner riportava che il Dipartimento della difesa irlandese volesse acquistare due pattugliatori costieri della classe Lake per il Seirbhís Chabhlaigh na hÉireann. Fu riferito che le navi sarebbero state utilizzate per la protezione della pesca e il pattugliamento nel Mare d'Irlanda dopo l'uscita del Regno Unito dall'Unione europea. Le navi della classe Lake sono considerate adatte alle condizioni più calme del Mare d'Irlanda e consentirebbero ai più grandi pattuglia d'altura (OPV) del Servizio Navale Irlandese di concentrarsi sulle operazioni nell'Oceano Atlantico.
Il 13 marzo 2022 il Dipartimento della difesa irlandese confermò l'acquisizione dei due IPV della classe Lake fuori servizio, l'HMNZS Rotoiti e l'HMNZS Pukaki per 26 milioni di euro. Le due navi della classe Lake sostituiranno le navi del Seirbhís Chabhlaigh na hÉireann LÉ Orla e LÉ Ciara. Entrambi gli IPV della classe Lake furono sottoposti a lavori di restauro per portarli alla classificazione Lloyd's in Nuova Zelanda prima di essere trasportati in Irlanda. Le navi arrivarono nel porto di Cork il 14 maggio 2023 dopo essere salpate dalla Nuova Zelanda all'inizio di aprile a bordo della nave per carichi pesanti Happy Dynamic.
Si prevede che queste navi opereranno principalmente nel Mare d'Irlanda e al largo della costa sudorientale dell'Irlanda e probabilmente saranno registrate nel porto di Dún Laoghaire (Dublino). Le navi potranno anche subire un aggiornamento dell'armamento dagli attuali tre HMG da 12,7 mm a un cannone principale da 30 mm o 40 mm. Il 5 aprile 2024, il Dipartimento della difesa irlandese annunciò che le navi sarebbero state rinominate LÉ Aoibhinn e LÉ Gobnait.